# 이주노동자
이주노동자(移ㅗ勞動者, 영어: migrant worker)는 내국간 이동을 통해 일자리 찾는 비정규직 또는 기간제 노동자나, 국외로 일자리를 찾아 이동하는 노동자이다. 이주노동자는 통상적으로 일자리를 얻은 지역에서 영구적으로 정착할 의사가 없다.

## 같이 보기
- 해외 필리핀 노동자(영어판)
- 2018년 쿠웨이트-필리핀 외교위기(영어판)